# Jan Pieterszoon Coen
Jan Pieterszoon Coen (Hoorn, 8 de enero de 1587-Batavia,  21 de septiembre de 1629) fue un oficial de Compañía Holandesa de las Indias Orientales (VOC) en el siglo XVII, que durante dos periodos fue Gobernador General de las Indias Orientales Neerlandesas. 
Héroe nacional en los Países Bajos, a pesar de su historial genocida, proporcionó el impulso que estableció el camino de la dominación de la VOC en las Indias Orientales Neerlandesas. Una frase suya de 1618 es bien conocida «sin desesperación, sin salvar enemigos, porque Dios está con nosotros» («Dispereert niet, ontziet uw vijanden niet, want God is met ons» en neerlandés). Desde la segunda mitad del siglo XX ha sido considerado de forma más crítica, como genocida de los habitantes de las Islas de Banda en 1621 donde puso en marcha una masacre punitiva, algunos estiman que sus medios a menudo violentos eran excesivos, las fuentes históricas sugieren que alrededor de solamente mil bandaneses probablemente sobrevivieron en las islas.
Para tomar monopolio del comercio de macis y nuez moscada en el antiguo Sudeste asiático Coen fundó Batavia en la Isla de Java, como nueva capital de la Compañía Holandesa de la Indias Orientales en 1618. En 1621, navegó hasta Banda con una flota y masacró a prácticamente toda la población de las Islas, probablemente quince mil personas. Todos sus líderes fueron ejecutados con el resto del pueblo, solamente dejaron a unos cuantos vivos, los suficientes para conservar el saber hacer necesario para producir macis y nuez moscada. 
Tras acabar el genocidio Coen creó la estructura política y económica necesaria para su plan: una sociedad de plantación. Las Islas fueron divididas en sesenta y ocho parcelas que se entregaron a sesenta y ocho holandeses la mayoría de los cuales eran o habían sido empleados de la Compañía Holandesa de las Indias Orientales. Los pocos bandaneses que habían sobrevivido tuvieron que enseñar a estos nuevos propietarios de plantaciones a producir las especies. Los propietarios podían comprar esclavos a la Compañía Holandesa de las Indias Orientales para poblar las Islas, que habían quedado deshabitadas, y producir especias, que debían venderse a precios fijos a la empresa.
Coen fue conocido en su tiempo a causa de la estricta gobernanza y por las duras críticas a las personas que no compartían sus puntos de vista, a veces dirigidas incluso a los 17 Señores de la VOC (por lo que fue amonestado). Sus políticas globales nunca fueron sin embargo consideradas no razonables. Coen fue conocido por ser estricto con sus subordinados y sin piedad con sus oponentes. Su disposición a utilizar la violencia para conseguir sus fines fue demasiado para muchos, incluso para un periodo relativamente violento de la historia. Cuando Saartje Specx, una chica que se le había confiado a su cargo, fue encontrada en un jardín en brazos de un soldado, Pieter Cortenhoeff, Coen mostró poca misericordia y en lugar de ahogarlo en un barril, como fue su primera intención, fue decapitado.

## Biografía

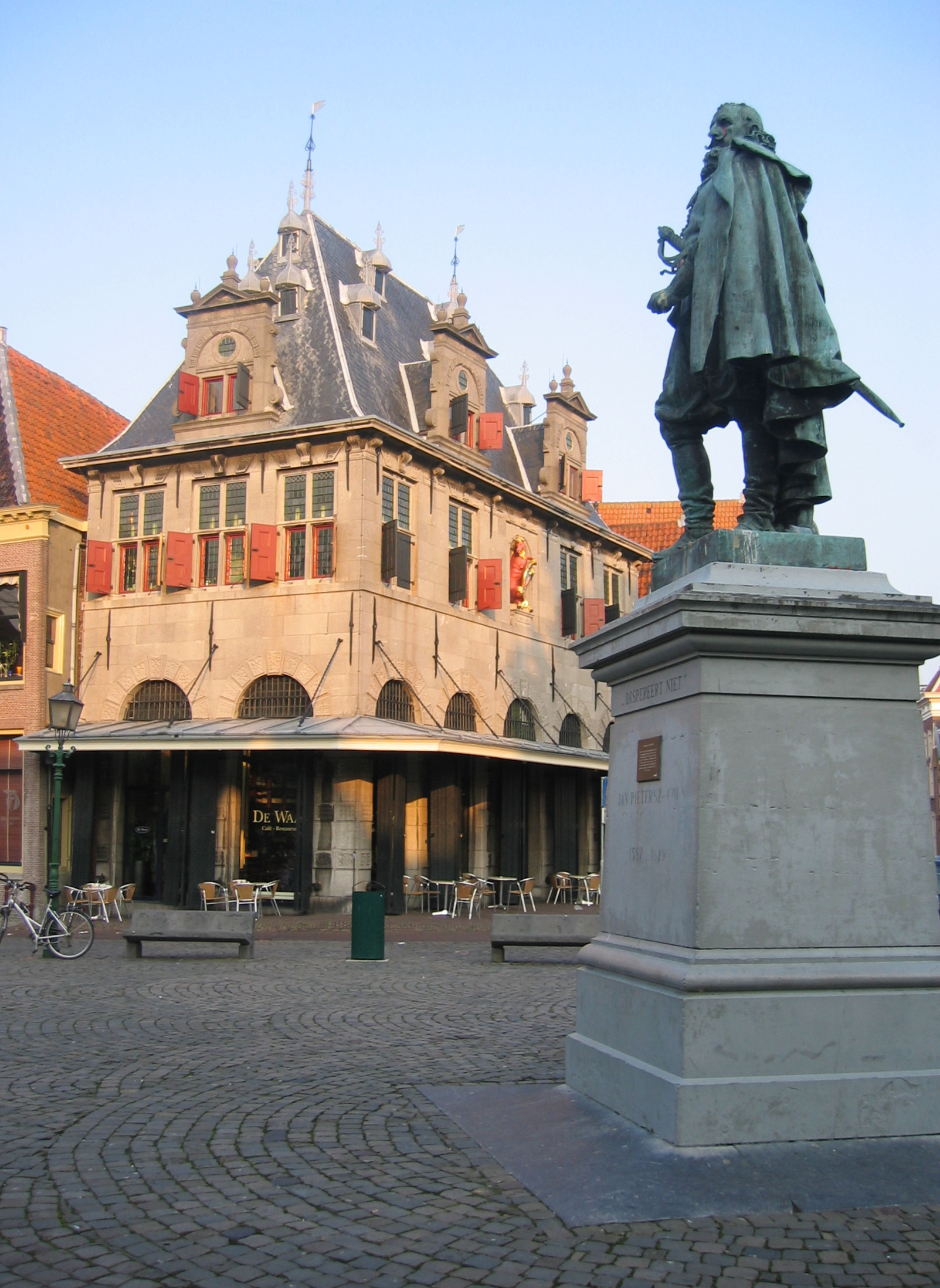
Estatua de Jan Pieterszoon Coen en Hoorn.

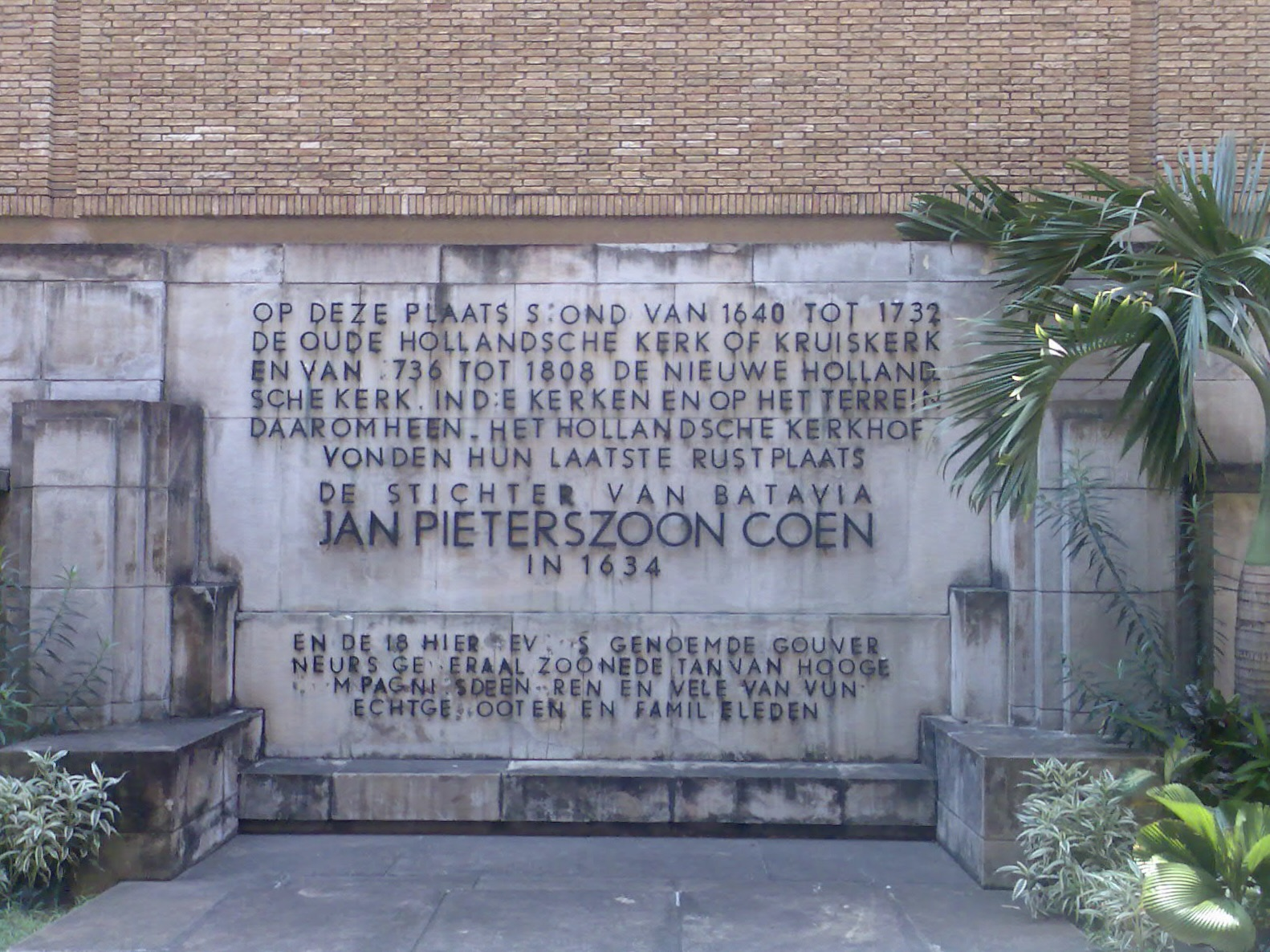
Lápida de Coen, Museo Wayang, Yakarta.

Coen nació en Hoorn, el 8 de enero de 1587 y en 1601 viajó a Roma para estudiar comercio en las oficinas de Justus Pescatore, donde aprendió el arte de la contabilidad. Se incorporó a la Compañía Neerlandesa de las Indias Orientales (VOC) e hizo viajes comerciales a Indonesia en 1607 y 1612. En el segundo viaje, mandó dos barcos y, en octubre de 1613 fue nombrado contador general de todas las oficinas de la VOC en Indonesia y presidente de la oficina central en la ciudad de Bantam (Indonesia: Banten), y de Batavia (Yakarta). En 1614, fue nombrado director general, segundo en el mando. El 25 de octubre de 1617, los XVII señores de la VOC le nombraron su gobernador, el cuarto gobernador-general en las Indias Orientales (de lo que fue informado el 30 de abril de 1618). 
A causa de los conflictos en la oficina central en Bantam con los nativos (Sultanato de Banten), los chinos, y los ingleses, la COV deseaba una mejor sede central. Coen, por lo tanto, dirigió la mayoría del comercio de la empresa a través de Yakarta, donde había establecido una factoría en 1610. Sin embargo, al no confiar en el gobernante indígena, decidió en 1618 convertir los almacenes neerlandeses en un fuerte. Mientras se ausentó en una expedición los ingleses habían tomado el control de la ciudad. Coen logró reconquistar Yakarta, destruyendo el fuego la mayor parte de la ciudad en el proceso. Se reconstruyó la ciudad y el fuerte y en 1621 la ciudad pfu renombrada como Batavia. Coen había pretendido que fuera Nueva Hoorn (Nieuw Hoorn), por su ciudad natal, pero no se salió con la suya. 
Coen también se dedicó a establecer un monopolio sobre el comercio de la nuez moscada y macis, que solamente podían ser obtenidos de las islas de Banda. Los habitantes de Banda había estado vendiendo las especias a los ingleses, a pesar de los contratos con la VOC que les obligaban a venderles solo a ellos, a precios bajos. En 1621, lideró una expedición armada a Islas de Banda, tomando la isla de Lonthor por la fuerza después de encontrar cierta resistencia feroz, en su mayoría por los cañones que los indígenas habían adquirido a los ingleses. Una gran parte de los habitantes fueron asesinados o exiliados a otras islas. La población de las islas de Banda antes de la conquista neerlandesa es generalmente estimada alrededor de 13.000-15.000 personas, algunas de las cuales eran comerciantes malayos y javaneses, así como chinos y árabes. El número real de bandaneses que fueron asesinados, expulsados o huyeron de las islas en 1621 sigue siendo incierto. Pero las fuentes históricas sugieren que alrededor de solamente mil bandaneses probable sobrevivieron en las islas, y estos fueron asignados a las plantaciones de nuez moscada como trabajadores forzosos.
El 1 de febrero de 1623, entregó su cargo a Pieter de Carpentier y regresó a los Países Bajos, donde le dieron una bienvenida de héroe frente a las costas de Texel. Luego se convirtió en jefe de la cámara de VOC en Hoorn y trabajó en el establecimiento de nuevas políticas. Durante su ausencia de las Indias Orientales, las dificultades con los ingleses se vieron exacerbadas por la masacre de Amboina. El 3 de octubre de 1624, fue nombrado gobernador general de las Indias Orientales, pero su partida se vio obstaculizada por los ingleses. En 1625,se casó y en 1627 partió de incógnito a las Indias Orientales, con su esposa, su hijo recién nacido y su hermano y hermana, empezando a trabajar el 30 de septiembre de 1627. Después de su llegada, los ingleses abandonaron Batavia y establecieron su sede en Bantam. 
Durante el mandato de Coen el sultán Agung de Mataram sitió Batavia dos veces, en 1628 y 1629. Sin embargo, los militares de Agung iban  mal armados y contaban con disposiciones inadecuadas de alimentos y nunca fue capaz de capturar la ciudad. 
Durante el segundo asedio de Agung, Coen murió repentinamente el 21 de septiembre de 1629. Algunos dicen que partes de los restos de Coen fueron inhumados de su tumba en Batavia, y enterrados bajo la escalera de la tumba de Agung en Imogiri, Java central, de modo que todos los peregrinos a la tumba caminan sobre ellos.
| Predecesor: Laurens Reael        | Gobernador General de las Indias Orientales Neerlandesas 1619-1623 | Sucesor: Pieter de Carpentier |
| Predecesor: Pieter de Carpentier | Gobernador General de las Indias Orientales Neerlandesas 1627-1629 | Sucesor: Jacques Specx        |